# 保幼小中高一貫教育
保幼小中高一貫教育（ほようしょうちゅうこういっかんきょういく）とは、保育（一般の保育所で行われている教育）あるいは就学前教育（一般の幼稚園で行われている教育）と、初等教育（一般の小学校で行われている教育）、中等教育（一般の中学校や高等学校、中等教育学校で行われている教育）との課程を調整し、保育所・幼稚園での保育成果を効果的に小学校低学年時教育、高学年教育から中等教育へ引き継いだ、無駄を省き一貫性を持たせた体系的な教育方式のことである。これを行っている学校のことを保幼小中高一貫校（ほようしょうちゅうこういっかんこう）という。

## 概要
近年、自治体の多くで保育所と幼稚園、小学校、中学校、高等学校の教育の一貫教育を目指した動きが活発となっている。背景には子供の学習意欲の低下や小1プロブレム、中1ギャップなどがあげられる。一貫教育とすることにより学習意欲を高めることや思いやりの心を持たせること、さらには広い視野で物事を考えさせることが狙いとなる。